# Blémerey (Meurthe y Mosela)
 Blémerey  es una población y comuna francesa, en la región de Lorena, departamento de Meurthe y Mosela, en el distrito de Lunéville y cantón de Blâmont.

## Demografía
| 49 | 50 | 49 | 56 | 58 | 58 |
| Para los censos de 1962 a 1999 la población legal corresponde a la población sin duplicidades (Fuente: INSEE [Consultar]) |    |    |    |    |    |